# Badminton nos Jogos Olímpicos de Verão de 2020 - Duplas femininas
O torneio de duplas femininas do badminton nos Jogos Olímpicos de Verão de 2020 ocorreu entre os dias 24 de julho e 2 de agosto de 2021 no Musashino Forest Sports Plaza, em Tóquio. Um total de 16 duplas de jogadoras representando 13 nações participaram do torneio.
A dupla indonésia Greysia Polii e Apriyani Rahayu conquistou a medalha de ouro após vencer as chinesas Chen Qingchen e Jia Yifan na final. Foi o primeiro ouro da Indonésia nas duplas femininas, tornando-se o segundo país, após a China, a obter o título em todas as competições de badminton nos Jogos Olímpicos. O bronze ficou com Kim So-yeong e Kong Hee-yong, da Coreia do Sul.

## Qualificação
A qualificação se deu inteiramente através do ranking mundial. As nações com pelo menos duas duplas entre os oito primeiros no ranking puderam enviar um máximo de duas duplas (4 jogadores); todas as demais nações ficaram limitadas a uma única dupla, respeitando suas posições no ranking mundial, até que o limite de 16 duplas fossem selecionadas. No entanto, cada continente teve a garantia de ter pelo menos uma dupla representada, eliminando os piores classificados para abrir espaço para uma garantia continental, se necessário.

## Calendário
|           | Sábado 24 jul | Domingo 25 jul | Segunda 26 jul | Terça 27 jul | Quarta 28 jul | Quinta 29 jul | Sexta 30 jul | Sábado 31 jul | Domingo 1 ago | Segunda 2 ago |
| --------- | ------------- | -------------- | -------------- | ------------ | ------------- | ------------- | ------------ | ------------- | ------------- | ------------- |
| Masculino | Grupos        | Grupos         | Grupos         | Grupos       |               | Quartas       |              | Semi          |               | Final         |

## Medalhistas
| Ouro   | INA Greysia Polii e Apriyani Rahayu |
| Prata  | CHN Chen Qingchen e Jia Yifan       |
| Bronze | KOR Kim So-yeong e Kong Hee-yong    |

## Resultados

### Fase de grupos
A fase de grupos consistiu de quatro grupos com quatro duplas cada e foi disputada entre 24 e 27 de julho de 2021. As duas primeiras duplas de cada grupo avançaram para a fase final.

#### Grupo A
| Equipe                              | J | V | D | SG | SP | Pts |
| ----------------------------------- | - | - | - | -- | -- | --- |
| INA Greysia Polii / Apriyani Rahayu | 3 | 3 | 0 | 6  | 1  | 3   |
| JPN Yuki Fukushima / Sayaka Hirota  | 3 | 2 | 1 | 5  | 3  | 2   |
| MAS Chow Mei Kuan / Lee Meng Yean   | 3 | 1 | 2 | 3  | 4  | 1   |
| GBR Chloe Birch / Lauren Smith      | 3 | 0 | 3 | 0  | 6  | 0   |

| Dupla 1                    | Resultado         | Dupla 2                |
| 24 de julho, 9:00          | 24 de julho, 9:00 | 24 de julho, 9:00      |
| -------------------------- | ----------------- | ---------------------- |
| INA G Polii / A Rahayu     | 21–14 21–17       | MAS Chow MK / Lee MY   |
| 24 de julho, 20:40         |                   |                        |
| JPN Y Fukushima / S Hirota | 21–13 21–14       | GBR C Birch / L Smith  |
| 25 de julho, 19:20         |                   |                        |
| JPN Y Fukushima / S Hirota | 17–21 –15 21–8    | MAS Chow MK / Lee MY   |
| 26 de julho, 18:00         |                   |                        |
| INA G Polii / A Rahayu     | 21–11 21–13       | GBR C Birch / L Smith  |
| 27 de julho, 10:40         |                   |                        |
| JPN Y Fukushima / S Hirota | 22–24 21–13 8–21  | INA G Polii / A Rahayu |
| 27 de julho, 10:40         |                   |                        |
| MAS Chow MK / Lee MY       | 21–19 21–16       | GBR C Birch / L Smith  |

#### Grupo B
| Equipe                               | J | V | D | SG | SP | Pts |
| ------------------------------------ | - | - | - | -- | -- | --- |
| JPN Mayu Matsumoto / Wakana Nagahara | 3 | 3 | 0 | 6  | 1  | 3   |
| NED Selena Piek / Cheryl Seinen      | 3 | 2 | 1 | 4  | 3  | 2   |
| CAN Rachel Honderich / Kristen Tsai  | 3 | 1 | 2 | 4  | 4  | 1   |
| EGY Doha Hany / Hadia Hosny          | 3 | 0 | 3 | 0  | 6  | 0   |

| Dupla 1                      | Resultado          | Dupla 2                  |
| 24 de julho, 18:00           | 24 de julho, 18:00 | 24 de julho, 18:00       |
| ---------------------------- | ------------------ | ------------------------ |
| JPN M Matsumoto / W Nagahara | 21–7 21–3          | EGY D Hany / H Hosny     |
| 24 de julho, 18:40           |                    |                          |
| NED S Piek / C Seinen        | 16–21 –14 21–15    | CAN R Honderich / K Tsai |
| 25 de julho, 20:00           |                    |                          |
| JPN Y Fukushima / S Hirota   | 14–21 –19 21–18    | CAN R Honderich / K Tsai |
| 26 de julho, 19:20           |                    |                          |
| NED S Piek / C Seinen        | 21–6 21–10         | EGY D Hany / H Hosny     |
| 27 de julho, 18:00           |                    |                          |
| JPN Y Fukushima / S Hirota   | 24–22 21–15        | NED S Piek / C Seinen    |
| 27 de julho, 18:40           |                    |                          |
| CAN R Honderich / K Tsai     | 21–5 21–6          | EGY D Hany / H Hosny     |

#### Grupo C
| Equipe                                 | J | V | D | SG | SP | Pts |
| -------------------------------------- | - | - | - | -- | -- | --- |
| KOR Lee So-hee / Shin Seung-chan       | 3 | 2 | 1 | 5  | 2  | 2   |
| CHN Du Yue / Li Yinhui                 | 3 | 2 | 1 | 4  | 2  | 2   |
| AUS Setyana Mapasa / Gronya Somerville | 3 | 1 | 2 | 2  | 5  | 1   |
| DEN Maiken Fruergaard / Sara Thygesen  | 3 | 1 | 2 | 3  | 5  | 1   |

| Dupla 1                       | Resultado          | Dupla 2                       |
| 24 de julho, 11:00            | 24 de julho, 11:00 | 24 de julho, 11:00            |
| ----------------------------- | ------------------ | ----------------------------- |
| CHN Du Y / Li Y               | 21–13 21–15        | DEN M Fruergaard / S Thygesen |
| 24 de julho, 18:40            |                    |                               |
| KOR Lee S-h / Shin S-c        | 21–9 21–6          | AUS S Mapasa / G Somerville   |
| 25 de julho, 13:20            |                    |                               |
| KOR Lee S-h / Shin S-c        | 21–15 19–21 20–22  | DEN M Fruergaard / S Thygesen |
| 26 de julho, 20:00            |                    |                               |
| CHN Du Y / Li Y               | 21–9 21–12         | AUS S Mapasa / G Somerville   |
| 27 de julho, 11:20            |                    |                               |
| DEN M Fruergaard / S Thygesen | 19–21 –13 12–21    | AUS S Mapasa / G Somerville   |
| 27 de julho, 20:00            |                    |                               |
| KOR Lee S-h / Shin S-c        | 21–19 21–12        | CHN Du Y / Li Y               |

#### Grupo D
| Equipe                                            | J | V | D | SG | SP | Pts |
| ------------------------------------------------- | - | - | - | -- | -- | --- |
| CHN Chen Qingchen / Jia Yifan                     | 3 | 3 | 0 | 6  | 1  | 3   |
| KOR Kim So-yeong / Kong Hee-yong                  | 3 | 2 | 1 | 5  | 3  | 2   |
| BUL Gabriela Stoeva / Stefani Stoeva              | 3 | 1 | 2 | 3  | 5  | 1   |
| THA Jongkolphan Kititharakul / Rawinda Prajongjai | 3 | 0 | 3 | 1  | 6  | 0   |

| Dupla 1                 | Resultado          | Dupla 2                           |
| 24 de julho, 11:40      | 24 de julho, 11:40 | 24 de julho, 11:40                |
| ----------------------- | ------------------ | --------------------------------- |
| CHN Chen Q / Jia Y      | 21–6 21–10         | THA J Kititharakul / R Prajongjai |
| 24 de julho, 11:40      |                    |                                   |
| KOR Kim S-y / Kong H-y  | 21–23 21–12 23–21  | BUL G Stoeva / S Stoeva           |
| 25 de julho, 10:40      |                    |                                   |
| KOR Kim S-y / Kong H-y  | 21–19 24–22        | THA J Kititharakul / R Prajongjai |
| 26 de julho, 13:20      |                    |                                   |
| CHN Chen Q / Jia Y      | 21–18 21–15        | BUL G Stoeva / S Stoeva           |
| 27 de julho, 12:00      |                    |                                   |
| CHN Chen Q / Jia Y      | 19–21 –16 21–14    | KOR Kim S-y / Kong H-y            |
| 27 de julho, 19:20      |                    |                                   |
| BUL G Stoeva / S Stoeva | 21–11 16–21 –17    | THA J Kititharakul / R Prajongjai |

### Fase final
A fase final foi disputada em formato eliminatório direto, entre 29 de julho e 2 de agosto, até a definição dos medalhistas.
|  | Quartas de final | Quartas de final                       | Quartas de final                   | Quartas de final                | Quartas de final |                                      |    | Semifinal                             | Semifinal           | Semifinal           | Semifinal           | Semifinal           |                     |    | Final | Final                                 | Final | Final | Final |  |  |
|  |                  |                                        |                                    |                                 |                  |                                      |    |                                       |                     |                     |                     |                     |                     |    |       |                                       |       |       |       |  |  |
|  | A1               | INA Greysia Polii INA Apriyani Rahayu  | 21                                 | 20                              | 21               |                                      |    |                                       |                     |                     |                     |                     |                     |    |       |                                       |       |       |       |  |  |
|  | C2               | CHN Du Yue CHN Li Yinhui               | 15                                 | 22                              | 17               |                                      |    |                                       |                     |                     |                     |                     |                     |    |       |                                       |       |       |       |  |  |
|  | C2               | CHN Du Yue CHN Li Yinhui               | 15                                 | 22                              | 17               |                                      | A1 | INA Greysia Polii INA Apriyani Rahayu | 21                  | 21                  |                     |                     |                     |    |       |                                       |       |       |       |  |  |
|  |                  |                                        |                                    |                                 |                  |                                      | A1 | INA Greysia Polii INA Apriyani Rahayu | 21                  | 21                  |                     |                     |                     |    |       |                                       |       |       |       |  |  |
|  |                  | C1                                     | KOR Lee So-hee KOR Shin Seung-chan | 19                              | 17               |                                      |    |                                       |                     |                     |                     |                     |                     |    |       |                                       |       |       |       |  |  |
|  | C1               | C1                                     | KOR Lee So-hee KOR Shin Seung-chan | 19                              | 17               | KOR Lee So-hee KOR Shin Seung-chan   | 21 | 21                                    |                     |                     |                     |                     |                     |    |       |                                       |       |       |       |  |  |
|  | C1               |                                        |                                    |                                 |                  | KOR Lee So-hee KOR Shin Seung-chan   | 21 | 21                                    |                     |                     |                     |                     |                     |    |       |                                       |       |       |       |  |  |
|  | B2               | NED Selena Piek NED Cheryl Seinen      | 8                                  | 17                              |                  |                                      |    |                                       |                     |                     |                     |                     |                     |    |       |                                       |       |       |       |  |  |
|  |                  |                                        |                                    |                                 |                  |                                      |    |                                       |                     |                     |                     |                     |                     |    | A1    | INA Greysia Polii INA Apriyani Rahayu | 21    | 21    |       |  |  |
|  |                  |                                        | D1                                 | CHN Chen Qingchen CHN Jia Yifan | 19               | 15                                   |    |                                       |                     |                     |                     |                     |                     |    |       |                                       |       |       |       |  |  |
|  | D2               | KOR Kim So-yeong KOR Kong Hee-yong     | 21                                 | 14                              | 28               |                                      |    |                                       |                     |                     |                     |                     |                     |    |       |                                       |       |       |       |  |  |
|  | B1               | JPN Mayu Matsumoto JPN Wakana Nagahara | 14                                 | 21                              | 26               |                                      |    |                                       |                     |                     |                     |                     |                     |    |       |                                       |       |       |       |  |  |
|  | B1               | JPN Mayu Matsumoto JPN Wakana Nagahara | 14                                 | 21                              | 26               |                                      | D2 | KOR Kim So-yeong KOR Kong Hee-yong    | 15                  | 11                  |                     |                     |                     |    |       |                                       |       |       |       |  |  |
|  |                  |                                        |                                    |                                 |                  |                                      | D2 | KOR Kim So-yeong KOR Kong Hee-yong    | 15                  | 11                  |                     |                     |                     |    |       |                                       |       |       |       |  |  |
|  |                  | D1                                     | CHN Chen Qingchen CHN Jia Yifan    | 21                              | 21               |                                      |    |                                       | Disputa pelo bronze | Disputa pelo bronze | Disputa pelo bronze | Disputa pelo bronze | Disputa pelo bronze |    |       |                                       |       |       |       |  |  |
|  | A2               | D1                                     | CHN Chen Qingchen CHN Jia Yifan    | 21                              | 21               | JPN Yuki Fukushima JPN Sayaka Hirota | 21 | 10                                    | Disputa pelo bronze | Disputa pelo bronze | Disputa pelo bronze | Disputa pelo bronze | Disputa pelo bronze | 10 |       |                                       |       |       |       |  |  |
|  | A2               |                                        |                                    |                                 |                  | JPN Yuki Fukushima JPN Sayaka Hirota | 21 | 10                                    |                     |                     |                     |                     |                     | 10 |       |                                       |       |       |       |  |  |
|  | D1               | CHN Chen Qingchen CHN Jia Yifan        | 18                                 | 21                              | 21               |                                      |    |                                       |                     |                     |                     |                     |                     |    | C1    | KOR Lee So-hee KOR Shin Seung-chan    | 10    | 17    |       |  |  |
|  |                  |                                        |                                    |                                 |                  |                                      |    |                                       |                     |                     |                     |                     |                     |    | D2    | KOR Kim So-yeong KOR Kong Hee-yong    | 21    | 21    |       |  |  |